# 托多尔·日夫科夫
托多尔·赫里斯托夫·日夫科夫（IPA：[ˈtɔdɔr ˈxristɔf ˈʒifkɔf]；1911年9月7日—1998年8月5日），保加利亚政治人物及前国家最高领导人。1954年—1989年担任保加利亚共产党中央委员会第一书记，掌握保加利亚党、政、军最高权力长达35年。
自1962年起兼任保加利亚人民共和国的国家元首和政府首脑直至1989年，是冷战时期東方集團在位最久的最高領導人。。

## 生平
日夫科夫生于一个农民家庭。在二战期间，他参加了反纳粹斗争。
1951年，担任保加利亚共产党中央政治局委员。1954年3月，任保共中央委员会第一书记。
1962至1971年兼任保加利亚人民共和国部长会议主席。
1971年当选为保加利亚国务委员会主席。
1980年，任命女兒柳德米拉·日夫科娃為政治局科學文化委員會主席。
1981年的保加利亚共产党十二大和1986年的十三大上连任中央委员会第一書記。
东欧剧变后，1989年11月被解除保共中央第一书记和政治局委员及国务委员会主席职务。同年12月被开除出党。1990年1月被关押并审讯。1992年9月以“滥用职权为自己和他人谋取好处”罪被保加利亚最高法院判处7年监禁，监外执行。1996年，“无罪释放”。1998年8月5日，日夫科夫因病逝世。

## 批评

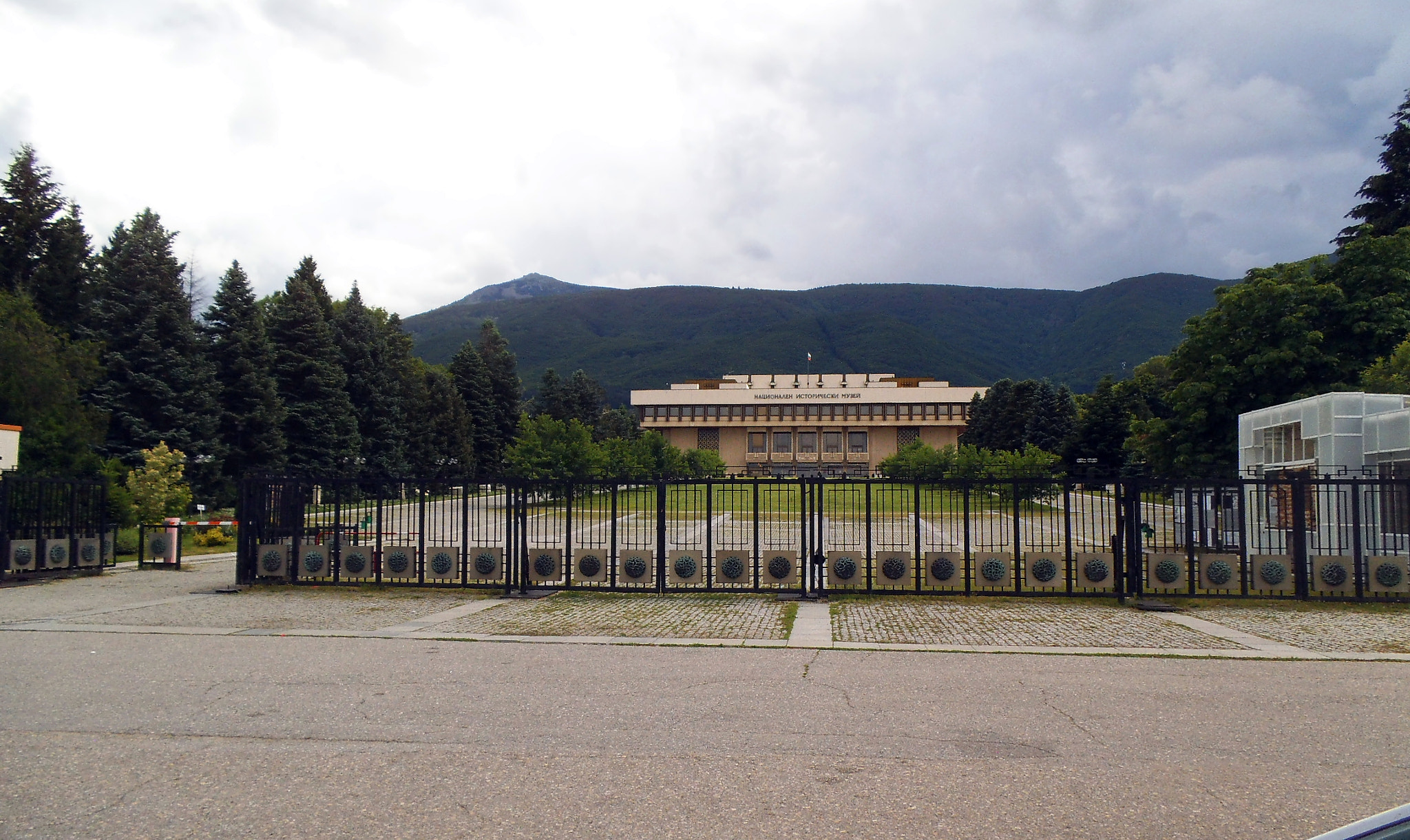
保加利亞國家歷史博物館位於博雅納官邸區，前身為日夫科夫的官邸

日夫科夫被指威权主义独裁且作风腐败奢华，领袖官邸豪华，全国各地都有他的行宫别馆、高级专用别墅、专用休养地，特供的商店，医疗、娱乐设施等，为打猎在国内设了六处政治局委员专用猎场。投巨资以社会福利的名义建立了豪华的“和平旗帜”活动中心，先后由日夫科夫的儿女担任主管。 
日夫科夫执政期间实行“裙帶政治”，日夫科夫的女儿柳德米拉是頗有權力的中央政治局委员，外甥马列耶夫是中央委员会委员，小儿子弗拉基米尔·日夫科夫是中央委员会委员兼文化部部长。